# Efstathios Chorafas
Efstathios Chorafas (griechisch Ευστάθιος Χωραφάς, * 1871 auf Kefalonia; † unbekannt) war ein griechischer Schwimmer, der an den Olympischen Sommerspielen 1896 in Athen teilgenommen hat. Er war der einzige Schwimmer, der an allen drei offenen Schwimmwettbewerben teilgenommen hat. Im 100-Meter-Freistilschwimmen ist sein Ergebnis nicht bekannt, er kam jedoch nicht auf die ersten beiden Plätze. Im 500-Meter-Freistilschwimmen wurde er – bei nur 3 Teilnehmern – Dritter. Auch hier ist seine Zeit unbekannt. Im 1200-Meter-Freistilschwimmen wurde er – wieder ohne eine überlieferte Zeit – Dritter.